# Janvier 1869

## Événements
- Départ de Khartoum de l'explorateur allemand Georg August Schweinfurth. Il est le premier européen à rencontrer des Pygmées.
- Départ de Tripoli de l'expédition d'Alexine Tinne en Libye. Elle est assassinée en cours de route le 1er août.

- 5 janvier : prise d’Asuncion au Paraguay par le Brésil.

## Naissances
- 15 janvier : Stanisław Wyspiański, dramaturge, poète, peintre, architecte et ébéniste polonais († 28 novembre 1907).
- 30 janvier : Richard Paraire, peintre et photographe français († 22 avril 1935).
- 31 janvier : Henry Carton de Wiart, écrivain et homme politique belge († 6 mai 1951).

## Décès
- 15 janvier : Gustav Adolph Hennig, peintre, portraitiste, graphiste, aquafortiste et lithographe allemand (° 14 juin 1797).
- 21 janvier : Pierre-Marc Bassompierre dit Gaston, peintre français (° 1786).
- 24 janvier : Charles-Fortuné Guasco, peintre et professeur de dessin français (° 1er juin 1826).